# On est là
Pour le single de M. Pokora, voir On est là (M. Pokora).
On est là est un chant de révolte français entonné, sur l'air du refrain, légèrement modifié, de la chanson italienne Che sarà, dans les mouvements sociaux et popularisé en 2018 lors du mouvement des Gilets jaunes. 
À l'origine chant de supporters des clubs de football de l'Olympique de Marseille et du RC Lens, il est entonné dans de nombreuses manifestations d'opposition à la politique du président de la République Emmanuel Macron, notamment lors des manifestations de 2023 contre la réforme des retraites.

## Mélodie et paroles
Les paroles de la chanson ont évolué au fil du temps. Il n'en existe pas de version universelle, les revendications pouvant évoluer selon les mouvements et offrant une grande diversité de paroles possibles. La version la plus courante est cependant celle-ci : 

« On est là ! (bis) Même si Macron le veut pas, nous on est là ! Pour l'honneur des travailleurs et pour un monde meilleur, même si Macron le veut pas, nous on est là ! »

Une version féminisée est également utilisée à partir de 2019 :

« Pour l'honneur des travailleuses et pour une vie merveilleuse nous on est là. »

La mélodie vient du refrain, légèrement modifié, de la chanson italienne Che sarà de Ricchi e Poveri, connue en France dans la version de Mike Brant Qui saura.

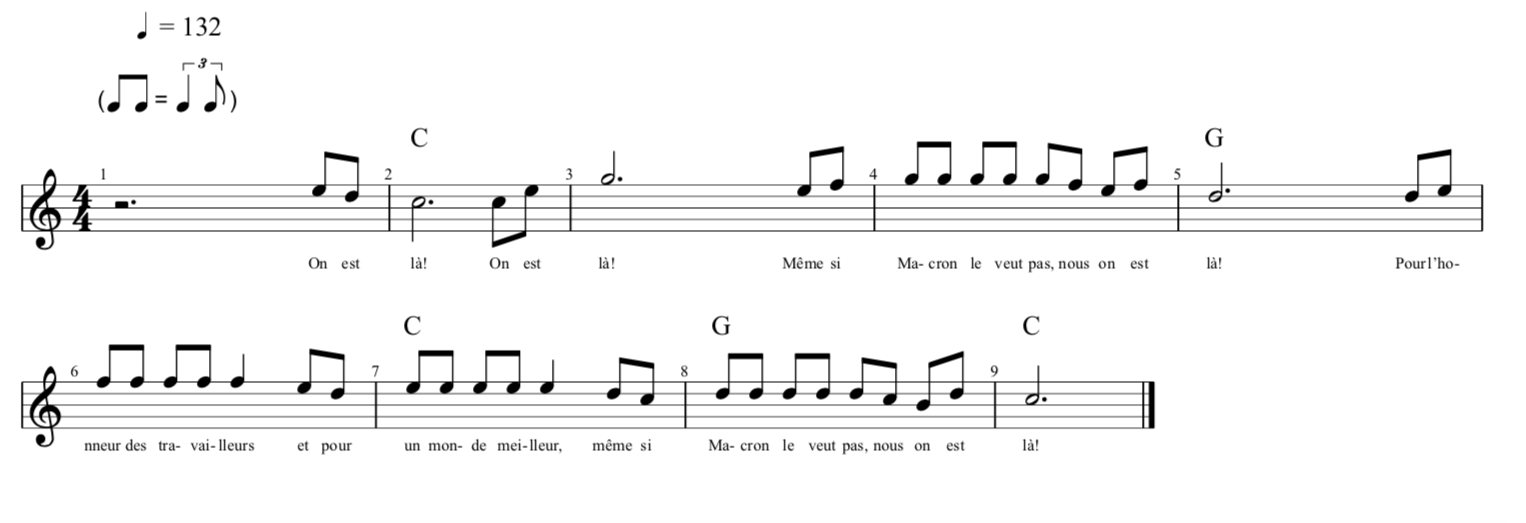
La partition en tonalité de Do

## Historique
Le chant, avec des paroles différentes (« On est là, on est là, Même si vous l'méritez pas nous on est là, Pour l'amour du maillot que vous portez sur le dos, Même si vous l'méritez pas nous on est là ! ») est à l'origine chanté par des supporters de football, notamment ceux du Standard de Liège, du Racing Club de Lens et de l'Olympique de Marseille,,, ces derniers affirmant être les premiers à avoir chanté ces paroles-là sur le refrain de Qui saura de Mike Brant.
En septembre 2017, une nouvelle version est interprétée lors d'une manifestation contre la loi travail à Lille, puis le 12 juin 2018 par des manifestants opposés à la réforme ferroviaire, à la gare de Lyon-Part-Dieu (« Pour l’honneur des cheminots et l'avenir de nos marmots, nous on est là ! »). Monique Pinçon-Charlot évoque le fait que Clément Dagorne (CGT Cheminots Lyon Part-Dieu) serait l'« inventeur » de cette chanson. À l'automne 2018, à l'initiative du collectif Intergare, le chant est repris dans les cortèges de gilets jaunes, avec des paroles appelant à « l'honneur des travailleurs et [à] un monde meilleur ». Cette version se perpétue ensuite, aussi bien dans les rassemblements de gilets jaunes que dans les manifestations contre la réforme des retraites de 2019-2020, et les manifestations anti-pass sanitaire.
En février 2023, le chant est repris par des députés de la NUPES à l'Assemblée nationale à plusieurs moments lors des débats portant sur la reforme des retraites de 2023.
Le 12 avril 2023, Emmanuel Macron, alors en visite d'État aux Pays-Bas, est interpellé à l'entrée de l'université d'Amsterdam par un manifestant qui scande le chant avec un fort accent néerlandais. L'homme est alors plaqué au sol avant d'être arrêté en compagnie d'une autre manifestante pour « trouble à l'ordre public et menace ».

## Signification
Dans Libération en décembre 2019, l'historienne Clyde Marlo-Plumauzille, chargée de recherche au CNRS, compare On est là ! à d'autres chants populaires célèbres de l'histoire, comme Ah ! ça ira, Le Temps des cerises, Le Chant des partisans ou l'Hymne des femmes.
Selon elle, ce chant permet de « se regrouper et d'affirmer une identité collective, quelque chose de plus grand que soi ». Elle relève aussi le « caractère enjoué » et la « tonalité positive » de la chanson, liés à son origine sportive, festive et populaire, qui « déjoue l'étiquette de “grogne sociale” souvent apposée par bien des cadrages médiatiques aux mobilisations populaires ». On est là ! serait donc l'expression d'une « lutte pour la reconnaissance de toutes celles et ceux qui sont tenus à l'écart et en deçà du jeu politique dominant et d'une aspiration ouverte à un “monde meilleur” pour réenchanter l'horizon des possibles ».
Anasse Kazib, militant du collectif Intergare, interrogé par un journaliste de Libération en décembre 2019, souligne que la référence à l'honneur des travailleurs dans la version Gilets jaunes permet de « montrer qu'il y avait une masse d'ouvriers chez les gilets jaunes qui ne sont pas d'extrême droite. Tu verras jamais l'extrême droite chanter "pour l'honneur des travailleurs". ».